# Automolis meteus
Automolis meteus is een vlinder uit de familie spinneruilen (Erebidae), onderfamilie beervlinders (Arctiinae). De wetenschappelijke naam van de soort is voor het eerst geldig gepubliceerd in 1781 door Stoll.
Deze nachtvlinder komt voor in tropisch Afrika.